# Joaquim Lourenço
Joaquim da Silva Lourenço (1933) é um político português. Ocupou o cargo de Ministro da Agricultura e Pescas no V Governo Constitucional

## Funções governamentais exercidas
- V Governo Constitucional
  - Ministro da Agricultura e Pescas